# Евренозово
Евренозово (болг. Евренозово) — село в Бургасской области Болгарии. Входит в состав общины Малко-Тырново. Находится примерно в 22 км к северо-западу от центра города Малко-Тырново и примерно в 42 км к югу от центра города Бургас. По данным переписи населения 2011 года, в селе  проживало 46 человек, преобладающая национальность — болгары.
До 1934 года называлось Евренезово.

## Население
| Год     | 1934 | 1946 | 1956 | 1965 | 1975 | 1985 | 1992 | 2001 | 2011 |
| ------- | ---- | ---- | ---- | ---- | ---- | ---- | ---- | ---- | ---- |
| Жителей | 569  | 515  | 366  | 224  | 40   | 63   | 88   | 58   | 46   |

|  |